# Syren (actrice)
Pour les articles homonymes, voir Syren (homonymie).
Syren est une actrice philippine née le 21 mai 1971. Elle joue dans des films pornographiques, mais aussi dans des films érotiques saphiques.

## Récompense
- 2001 AVN Award – Best All-Girl Sex Scene - Les Vampyres avec Ava Vincent